# Chế độ Cảng chủ

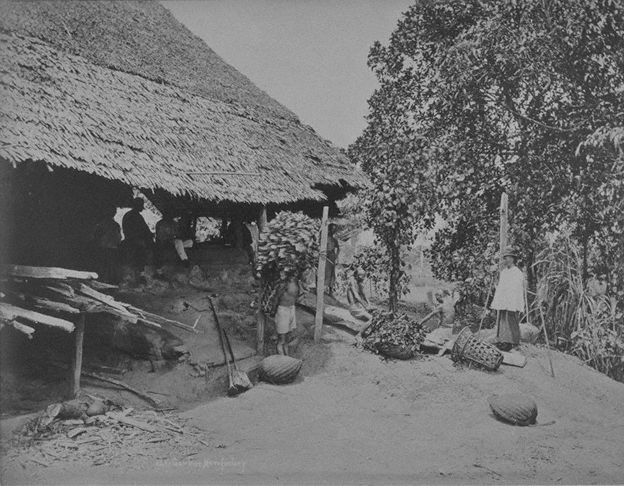
Công nhân Trung Quốc trong một đồn điền gambir và hồ tiêu ở Singapore, vào khoảng năm 1900.

Chế độ Cảng chủ là một hệ thống tổ chức và hành chính kinh tế xã hội được phát triển bởi người Hoa định cư ở Johor vào thế kỷ 19. Những người định cư tự tổ chức thành các hiệp hội không chính thức (tương tự như các Kongsi (công ty) trong các cộng đồng người Hoa khác) và bầu ra một người lãnh đạo. Trong tiếng Trung, "Cảng chủ" (Kangchu, tiếng Trung: 港主, bính âm: Gáng Zhǔ, tiếng Triều Châu: Kaang Zhu) có nghĩa đen là 'chủ bờ sông', và là danh hiệu được trao cho người đứng đầu của các khu định cư trên sông. Những người đứng đầu "Cảng chủ" còn được gọi là "Kapitan".
Thuật ngữ "Cảng chủ" được sử dụng rộng rãi trong thế kỷ 19, khi người Hoa bắt đầu định cư xung quanh Johor và lập các đồn điền gambir và hồ tiêu. Phúc lợi xã hội và kinh tế của những người định cư ban đầu do các nhà lãnh đạo người Hoa địa phương phụ trách, những người chịu trách nhiệm điều hành các đồn điền nông nghiệp nằm dọc theo bờ sông. Chế độ Cảng chủ có nguồn gốc từ thế kỷ 18 khi những cu li người Hoa bắt đầu định cư ở Penang và Riau, lập các đồn điền gambir và tiêu. Những người cai trị Johor vào thời điểm đó, Temenggong Daeng Ibrahim và người kế vị, Sultan Abu Bakar, đã sử dụng chế độ Cảng chủ trong nửa đầu thế kỷ 19 để thiết lập một hình thức quản lý có tổ chức hơn trong bối cảnh người người Hoa tới nhập cư với số lượng lớn, góp phần phát triển nền kinh tế nông nghiệp địa phương. Các biến thể của chế độ này cũng trở nên phổ biến ở các vùng khác ở Đông Nam Á hải đảo, những nơi có canh tác gambir và hồ tiêu hay những nơi có lượng người Hoa đáng kể. Những Cảng chủ và cu li làm việc trong các đồn điền chủ yếu có gốc Triều Châu, và thường là những người nhập cư thế hệ thứ nhất hoặc thứ hai. Năm 1917, chính quyền thuộc địa Anh ở Johor đã áp dụng đạo luật xóa bỏ chế độ Cảng chủ, và giá gambir đã sụt giảm trong đầu thế kỷ 20.

## Lịch sử

### Những năm đầu
Nguồn gốc của Chế độ Cảng chủ bắt nguồn từ giữa thế kỷ 18, khi những người Hoa định cư ban đầu ở Penang trồng thử nghiệm nhiều loại cây trồng khác nhau, bao gồm hồ tiêu, gambir, hạt cau và đinh hương. Các đồn điền bị bỏ hoang vào cuối thế kỷ 18 do Penang trải qua các cuộc chiến tranh với người Bugis khiến nhiều đồn điền bị phá hủy. Việc buôn bán gia vị ngày càng phổ biến, thu về lợi nhuận lớn hơn nhiều cũng là nguyên nhân dẫn đến sự suy giảm của các đồn điền này. Vào đầu thế kỷ 19, những người Hoa bắt đầu hướng về phía nam tới Malacca và Singapore, nơi cũng có các đồn điền gambir và hồ tiêu.
Vào cuối những năm 1820, người Hoa từ Singapore cũng bắt đầu hướng tới Johor để trồng gambir và hồ tiêu dưới sự khuyến khích của Temenggong Abdul Rahman và người kế nhiệm, Daeng Ibrahim. Khi ngày càng nhiều người Hoa lập đồn điền ở Johor trong những năm 1840, Temenggong Daeng Ibrahim đã thành lập một bộ máy hành chính bao gồm các quan chức Mã Lai để giám sát các công việc của Cảng chủ. Temenggong Daeng Ibrahim bắt đầu cấp giấy phép chính thức, được gọi là Surat Sungai ("giấy tờ sông") trong tiếng Mã Lai, cho các Cảng chủ, cho phép họ thiết lập các đồn điền dọc theo bờ sông. Đổi lại, Cảng chủ được yêu cầu nộp thuế từ lợi nhuận thu được từ các đồn điền, cũng như phải gia hạn Surat Sungai sau một khoảng thời gian nhất định.

### Giữa đến cuối thế kỷ 19
Các đồn điền đầu tiên xuất hiện ở Nam Johor, đặc biệt là Skudai. Lau Lib Keng, một người Hoa định cư ở Skudai, là người đầu tiên được cấp Surat Sungai, theo đó, các bờ sông của Skudai được cho Lau thuê để trồng gambir và hồ tiêu. Nhiều người Hoa đến Johor từ những năm 1850 trở đi, và các khu vực rừng ở Nam Johor như Tebrau, Plentong và Stulang đã bị phát quang để trồng trọt. Vào thời điểm con trai của Temenggong Daeng Ibrahim, Abu Bakar lên nắm quyền vào năm 1862, ít nhất 37 Surat Sungai đã được cấp cho các Cảng chủ khác nhau, chịu trách nhiệm chung về hoạt động của 1.200 đồn điền. Hầu hết những người Hoa đứng đầu này đều là thành viên của các hội kín, và giao tranh thường nổ ra ở Singapore giữa các nhóm phương ngữ khác nhau do xung đột lợi ích kinh tế. Từ cuối những năm 1850 trở đi, Cảng chủ bắt đầu tạo ảnh hưởng chính trị trong các vấn đề nhà nước bằng cách thiết lập quan hệ chặt chẽ với Temenggong Abu Bakar. Năm 1865, Abu Bakar chính thức công nhận nhánh người Triều Châu ở Johor thuộc Công ty Nghĩa Hưng sau khi một Cảng chủ, Tan Kee Soon, xây dựng một đội quân nhỏ để khuất phục lực lượng của Sultan Ali Iskandar, người có bất đồng với Abu Bakar nhưng không thể xây dựng một đội quân có tổ chức. Tuy nhiên, Abu Bakar kêu gọi Công ty Nghĩa Hưng chấp nhận những người định cư thuộc các nhóm phương ngữ khác để ngăn chặn giao tranh có thể xảy ra do xung đột lợi ích kinh tế.

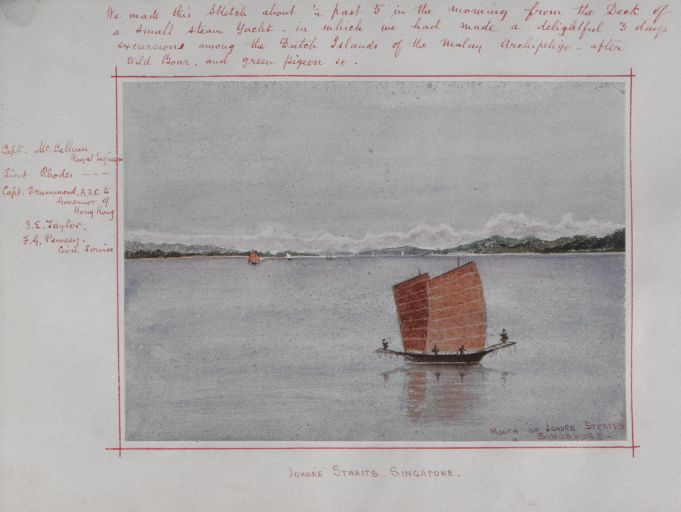
Thuyền buồm Trung Quốc ở eo biển Johor năm 1879

Các sản phẩm từ các đồn điền này thường được xuất khẩu sang các nước khác từ Singapore với sự hỗ trợ của các thương nhân người Hoa tại thành phố đó. Từ những năm 1860 trở đi, nhiều Cảng chủ nợ nần chồng chất và bắt đầu bán quyền sở hữu tài sản cho những thương gia này hoặc cho những ông trùm kinh doanh lớn hơn có trụ sở tại Singapore, người được người dân địa phương gọi là Tuan Sungai (chủ dòng sông). Cảng chủ sau đó thường được các thương nhân thuê làm giám sát hoặc quản lý để theo dõi hoạt động hàng ngày của các đồn điền. Temenggong Abu Bakar bắt đầu gửi thư công nhận kiểu hợp đồng cho những Cảng chủ này. Những bức thư trên được gọi là Surat Tauliah.
Chế độ Cảng chủ có vai trò quan trọng trong việc thúc đẩy nền kinh tế Johor. Mối quan hệ của Abu Bakar với những Cảng chủ rất tốt, và ông đã bổ nhiệm nhiều người trong số đó vào các vị trí chính trị. Đặc biệt, Abu Bakar đã bổ nhiệm hai người Hoa vào Hội đồng Nhà nước Johor: một Cảng chủ từ Triều Châu, Tan Hiok Nee, và một thầu khoán từ Đài Sơn, Wong Ah Fook, người cũng sở hữu đồn điền ở Mersing vào những năm 1880. Vì vùng đất dọc theo bờ sông ở Nam Johor đã bị làn sóng người Hoa định cư trước đó sử dụng, những người Hoa định cư mới hơn bắt đầu di cư lên phía bắc vào những năm 1870 và thành lập các đồn điền xa hơn về phía bắc ở Yong Peng, Batu Pahat, Benut, Endau và Kota Tinggi. Abu Bakar tích cực khuyến khích những người Hoa định cư lập đồn điền ở Muar, ngay sau khi Chính phủ thuộc địa Anh trao quyền kiểm soát Muar cho Abu Bakar.

### Suy giảm
Vào cuối thế kỷ 19, nền kinh tế của Johor bắt đầu đa dạng hóa sang các loại cây nông nghiệp khác. Bắt đầu với cà phê vào năm 1881, các loại cây trồng như sắn, chè, dứa và cao su đã được đưa vào khu vực. Cà phê và sắn nhanh chóng bị dừng trồng vào những năm 1890 khi giá trị của những loại cây này giảm xuống, trong khi cao su được đưa vào trồng và nhanh chóng tạo dựng được chỗ đứng vững chắc ở Johor, khi nhu cầu cao su trên thế giới tăng lên rất nhiều vào khoảng năm 1910. Giá gambir giảm vảo những năm 1905-1906, và nhiều Cảng chủ đã từ bỏ gambir để chuyển sang trồng cao su. Sự suy giảm hơn nữa về số lượng đồn điền được thúc đẩy bởi sự đàn áp của chính quyền thuộc địa đối với các phương pháp canh tác truyền thống mà Cảng chủ sử dụng; những phương pháp này đã dẫn đến cạn kiệt đất và rừng được sử dụng làm củi trong các nhà máy nhỏ. Một vài năm trước khi Chế độ Cảng chủ bị bãi bỏ, xuất khẩu gambir và hồ tiêu đã giảm 60% từ năm 1912 đến năm 1917.
Người Anh từ lâu đã khó chịu với các Cảng chủ vì mối liên hệ với các hội kín ở Singapore cũng như việc sa đà vào các tệ nạn xã hội như cờ bạc và hút thuốc phiện, những hoạt động mà người Anh đã tích cực trấn áp ở Singapore và Liên bang Mã Lai. Ngay từ năm 1890, Thống đốc Các khu định cư Eo biển, Cecil Clementi Smith đã vận động Abu Bakar thông qua Societies Ordinance và cấm Công ty Nghĩa Hưng, nhưng đã bị từ chối ngay lập tức. Ngay sau khi người Anh bổ nhiệm một cố vấn cho Johor, người Anh bắt đầu quy tỷ lệ tội phạm cao là do những người Hoa trung thành với Cảng chủ. Năm 1915, chính quyền Johor, hiện nằm dưới sự kiểm soát của Chính phủ Thuộc địa Anh, đã thông qua Societies Enactment khiến Công ty Nghĩa Hưng bị giải thể vào năm sau. Chế độ Cảng chủ chính thức bị bãi bỏ vào tháng 12 năm 1917 trong một đạo luật được thông qua bởi chính quyền Johor, lúc đó được quản lý bởi chính quyền thuộc địa Anh.

## Vai trò của Cảng chủ
Temenggong của Johor (sau này là Sultan của Johor) đã trao cho Cảng chủ một mức độ lớn quyền tự chủ hành chính trong khu đất mà họ được cấp. Những quyền này bao gồm quyền thu thuế thay mặt cho Temenggong, cũng như cho phụ trách các nhu cầu phúc lợi của những cu li người Hoa sống ở đó. Cảng chủ thường miễn thuế đối với tiêu dùng cơ bản của người lao động trong khu định cư. Một số cu li đảm nhận các công việc mới như chủ cửa hàng và thương nhân để phục vụ nhu cầu của những người khác trong khu định cư, và Cảng chủ cũng miễn thuế cho những chủ cửa hàng và thương nhân bán thịt lợn, thuốc phiện và rượu. Cảng chủ dành một phần đất để xây dựng nhà cửa cho những người cu li, từ đó các thị trấn nhỏ được hình thành và trở thành trung tâm hành chính. Các trung tâm này thường được thành lập trong các khu định cư nằm dưới chân sông, được gọi là Kangkar ("chân dòng sông", tiếng Trung: 港脚, bính âm: gáng jiǎo, tiếng Triều Châu: kaang caar, phiên âm Hán-Việt: cảng cước).
Cảng chủ đóng vai trò là người trung gian trong việc mua số lượng lớn hàng hóa của khu định cư thông qua các nhà cung cấp tại Singapore. Đặc biệt, thuốc phiện là một mặt hàng rất phổ biến, mặc dù người Anh tỏ ra khó chịu và thực hiện các biện pháp mạnh mẽ để ngăn chặn việc phân phối thuốc phiện. Cảng chủ thành lập các tập đoàn thuốc phiện bất hợp pháp có liên hệ với người Hoa từ Singapore và các bang Mã Lai khác ở phía bắc, đặc biệt là Selangor. Người Anh cũng ghét Cảng chủ do sự dung túng cờ bạc và mại dâm, cả hai đều bị chính quyền thuộc địa Anh coi là tệ nạn xã hội. Cảng chủ duy trì mối quan hệ thân thiện với Temenggong (sau này là Sultan), và hợp tác chặt chẽ với Công ty Nghĩa Hưng trong các vấn đề hành chính. Đặc biệt, chính quyền đã cố gắng tạo dựng mối quan hệ thân thiết với Cảng chủ bằng cách bổ nhiệm quan chức Mã Lai thạo tiếng Triều Châu và biết chữ Hán, Mohamed Salleh bin Perang, làm người liên lạc giữa Temenggong và Cảng chủ. Vài năm sau, vào đầu những năm 1870, chính quyền đã hợp tác chặt chẽ với Công ty Nghĩa Hưng để soạn thảo Kanun Kangchu có các điều khoản pháp lý xác định quyền hạn của Cảng chủ ở Johor. Kanun Kangchu có tổng cộng 81 điều khoản và được thực hiện vào năm 1873.

## Các biến thể bên ngoài Johor

### Singapore

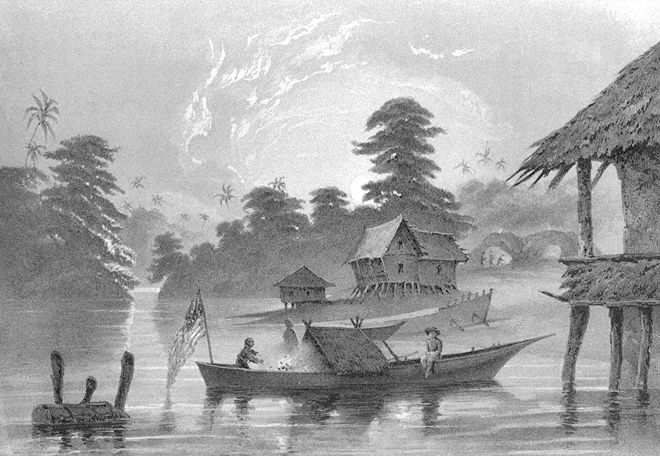
Người Hoa ở chân sông Jurong vào năm 1860. Đồn điền trồng gambir và hồ tiêu ở nền phía sau.

Những người định cư người Hoa bắt đầu di cư từ quần đảo Riau đến Singapore vào thế kỷ 19 không lâu trước khi Stamford Raffles thành lập Singapore vào năm 1819. Người Mã Lai bản địa tham gia cùng với người Hoa trong việc trồng trọt gambir, mặc dù họ trồng không vì mục đích thương mại vì cho cuộc sống sinh hoạt. Số lượng đồn điền đã mở rộng rất nhiều từ năm 1819 đến 1840, thúc đẩy bởi nhu cầu gambir ngày càng tăng của các thương nhân từ Trung Quốc cũng như nhu cầu hồ tiêu của các thương nhân châu Âu. Khi đất gần đô thị ở phía nam nhanh chóng được sử dụng hết vào những năm 1820, các Cảng chủ bắt đầu thành lập các trang trại gần các vùng phía bắc của Singapore, đặc biệt là các dải đất băng qua eo biển Johor từ Jurong, đến phía tây Punggol ở phía đông bắc. Đến năm 1851, có khoảng 800 đồn điền gambir và hồ tiêu bao phủ 75% diện tích đất của Singapore, trong đó 24.220 mẫu Anh (98,0 km2) dành cho gambir trong khi 2.614 dành cho hồ tiêu.
Vào những năm 1850 và 1860, nhiều Cảng chủ đã từ bỏ đồn điền ở Singapore vì sản lượng giảm do đất canh tác quá nhiều, và bắt đầu lập các đồn điền mới ở Johor. Tuy nhiên, nhiều Cảng chủ chuyển đến Singapore như thương nhân và quản lý các đồn điền qua ủy quyền, chủ yếu thông qua cơ quan liên lạc của Công ty Nghĩa Hưng với các thành viên ở Singapore và Johor. Một số thương gia này đã mua quyền tài sản của các đồn điền từ các Cảng chủ khác ở Johor, người sau đó sẽ đảm nhận các nhiệm vụ quản lý để đảm bảo hoạt động trơn tru của các đồn điền và khu định cư.
Không giống như ở Johor, Công ty Nghĩa Hưng (còn được gọi là "Ghi Hin Kongsi" trong tiếng Mân) bị coi là bất hợp pháp ở Singapore và các hoạt động bị chính quyền thuộc địa tích cực trấn áp. Chủ nghĩa bè phái xuất hiện trong Công ty Nghĩa Hưng ở Singapore vào những năm 1850, khi người đứng đầu từ các nhóm phương ngữ khác nhau không thể đồng ý về các vấn đề chính. Đặc biệt, người Triều Châu và người Mân thù địch nhau, một phần do một số thương nhân người Mân cạnh tranh với thương nhân người Triều Châu trong việc buôn bán, hầu hết trong số đó hoạt động ở khu vực Boat Quay dọc theo sông Singapore.
Sự tồn tại của Cảng chủ không được chính quyền thuộc địa Anh công nhận, mặc dù có một mức độ tự trị tương tự như ở Johor. Tuy nhiên, những Cảng chủ ở Singapore có thể dễ dàng tiếp cận đất rừng ở Singapore so với ở Johor, vì chính quyền thuộc địa Anh khá thông thoáng và áp đặt rất ít quy định đối với các hoạt động nông nghiệp của họ. Tuy nhiên, người Anh đã cảnh giác với thực tế là nhiều Cảng chủ ở Singapore là thành viên của Công ty Nghĩa Hưng, hoạt động bất hợp pháp ở Singapore và độc quyền về buôn bán thuốc phiện trong khu vực. Người Anh bổ nhiệm một quan chức người Hoa trong số các Cảng chủ để giám sát các vấn đề kinh tế và xã hội của các đồn điền ở Singapore và làm trung gian.

### Quần đảo Riau
Các đồn điền gambir và hồ tiêu đầu tiên xuất hiện ở quần đảo Riau vào những năm 1730, sau khi chiến binh Bugins và Yamtuan Muda thứ hai của Riau, Daing Chelak, đã đưa người Hoa từ Malaya đến Riau với mục đích canh tác gambir, một thứ được người dân địa phương sử dụng rộng rãi để làm thuốc vào thời điểm đó. Một cuộc di cư khác đến Riau vào năm 1740 sau khi tình trạng bất ổn nổ ra ở Batavia khiến nhiều người Hoa đã bị thảm sát. Sự định cư của người Hoa ở Riau tiếp tục kéo dài đến thế kỷ 18, phần lớn đến từ khu vực Triều Sán ở tỉnh Quảng Đông, cùng với một bộ phận thiểu số khá lớn từ các vùng phía nam của tỉnh Phúc Kiến.
Việc canh tác gambir và hồ tiêu chủ yếu chỉ giới hạn ở đảo Bintan (trước đây là Bentan) và Galang. Tương tự như ở Johor, Yamtuan Muda của Riau sẽ cấp giấy phép đất đai (Surat Sungai) cho các Cảng chủ, người sẽ  lập các đồn điền, chỉ đạo hoạt động của đồn điền và nhân công trong khu định cư. Vào đầu và giữa thế kỷ 19, nhiều người Hoa đã chuyển hoạt động từ Riau đến Singapore, từ đó thiết lập các liên kết thương mại giữa Riau và Singapore. Những người định cư và thương nhân này vẫn duy trì các mối liên hệ buôn bán với Riau, vì những Cảng chủ từ Riau thường vận chuyển sản phẩm đến Singapore để buôn bán tự do nhằm trốn thuế do chính quyền thuộc địa Hà Lan áp đặt. Giống như Singapore, cạnh tranh về buôn bán hồ tiêu và gambir giữa người Triều Châu và người Mân ở Riau đã dẫn đến căng thẳng và bạo lực lẻ tẻ trong những năm 1840 và 1850. Vào đầu thế kỷ 20, người Hoa đã từ bỏ các đồn điền gambir và hồ tiêu để chuyển sang các hoạt động nông nghiệp khác, khi giá hồ tiêu trên toàn thế giới giảm mạnh về giá trị và nhiều loại hồ tiêu bị dịch bệnh hoành hành trên quần đảo.

### Sarawak
Người Hoa đầu tiên định cư dọc theo các vùng ven biển của Sarawak với số lượng đáng kể từ thế kỷ 18 trở đi và tham gia vào ngành khai thác kim loại, chủ yếu là vàng và bauxite. Khi nguồn cung vàng trở nên cạn kiệt từ những năm 1820 trở đi, các thợ mỏ người Hoa dần chuyển sang thương mại và nông nghiệp. Người Triều Châu và Khách Gia đã thành lập các đồn điền gambir và hồ tiêu vào những năm 1870 và 1880, và Rajah Trắng của Vương quốc Sarawak bắt đầu tổ chức một hệ thống hành chính cho các đồn điền này tương tự như ở Johor. Cảng chủ của mỗi đồn điền được bổ nhiệm bởi Charles Brooke, Rajah Trắng vào thời điểm đó. Mỗi Cảng chủ được giao trách nhiệm giám sát hoạt động của các đồn điền dưới quyền và chịu trách nhiệm phúc lợi cho những nhân công sống ở đó. Năm 1875, người Anh ban hành một bộ luật xác định vai trò và trách nhiệm của các Cảng chủ, mô phỏng rất gần giống Kanun Kangchu được Sultan Abu Bakar của Johor áp dụng vào năm 1873.
Charles Brooke đã khuyến khích sự nhập cư của người Hoa, bắt đầu từ những năm 1860, để mở rộng ngành hồ tiêu và gambir. Những người Hoa định cư ở Sabah và Pontianak cũng thành lập các đồn điền gambir và hồ tiêu, mặc dù chúng tồn tại như những vương quốc độc lập. Những đồn điền này đã trở thành một trong những ngành công nghiệp chính của khu vực khi giá gambir trên toàn thế giới tăng trong những năm 1880 và 1890. Vào thế kỷ 20, khi giá gambir trên toàn thế giới giảm mạnh, các Cảng chủ đã chuyển hướng sang tập trung trồng hồ tiêu và thuốc phiện. Chế độ Cảng chủ ở Sarawak trở nên ít phổ biến hơn vào những năm 1920, khi việc buôn bán thuốc phiện với Hồng Kông giảm dần trong suốt thập kỷ.

## Di sản
Chế độ Cảng chủ đã tạo điều kiện thuận lợi cho sự phát triển của các đồn điền gambir và hồ tiêu, đồng thời phát triển nền kinh tế của Johor và Singapore trong thế kỷ 19. Sự phát triển của các đô thị nội địa của Johor là nhờ nỗ lực của các Cảng chủ khác nhau, những người chịu trách nhiệm vạch ra kế hoạch định cư cho những người sống và làm việc trong các đồn điền, từ đó hình thành nên các khu dân cư mới. Dân số người Hoa ở Johor và Singapore gia tăng đáng kể trong thời kỳ này; Riau cũng có mức tăng trưởng tương tự trong thế kỷ 18. Do sự nhập cư ồ ạt của người Hoa vào Johor, họ nhanh chóng trở nên áp đảo và đông hơn người Mã Lai trong khu vực, mặc dù nhiều người đã chuyển đến Singapore hoặc các khu vực khác của Mã Lai khi ngành công nghiệp hồ tiêu và gambir suy giảm trong thế kỷ 20. Một số khu dân cư và các địa điểm khác ở Johor và Singapore, được xây dựng trên các đồn điền xưa, được đặt tên theo tên cũ của chế độ Cảng chủ, và phần lớn dân cư là người gốc Hoa.
Phương ngữ Triều Châu đã trở thành lingua franca của người Hoa ở nhiều vùng của Johor và Riau, vì phần lớn người từ những khu vực này có nguồn gốc từ Triều Châu, nhiều người trong số đó là hậu duệ của người Hoa đã từng làm việc trong các đồn điền. Người Triều Châu tạo thành nhóm phương ngữ lớn thứ hai trong người Singapore gốc Hoa, và nhiều gia đình có nguồn gốc tổ tiên từ những người nhập cư, có thể là Cảng chủ hoặc những cu li làm việc trong các đồn điền này.

## Trích dẫn
1. 1 2  Andaya 1984, tr. 140.
2. ↑  Corfield & Corfield 2006, tr. 175.
3. 1 2 3 4 5  Ooi 2004, tr. 710.
4. ↑  Lim 2002, tr. 46.
5. ↑  "猶如酋長擁有特權港主百年風光不再: 系列２". Tinh Châu Nhật báo (星洲日報, Sin Chew Daily). ngày 15 tháng 7 năm 2000. Bản gốc lưu trữ ngày 3 tháng 1 năm 2014. Truy cập ngày 28 tháng 8 năm 2021.
6. ↑  Mak 1995, tr. 156.
7. ↑  Hussin 2007, tr. 119.
8. ↑  Gambe 2000, tr. 82-83.
9. ↑  Hooker 2003, tr. 108.
10. ↑  Royal Asiatic Society of Great Britain and Ireland 1975, tr. 11.
11. 1 2 3  Ahmad & Liok 2003, tr. 310.
12. ↑  Radio Televisyen Malaysia 1987, tr. 27.
13. ↑  Ahmad & Liok 2003, tr. 308.
14. ↑  Ahmad & Liok 2003, tr. 311.
15. ↑  Low Hui Ching, Raja Nafida Raja Shahminan & Gurupiah Mursib 2019, tr. 47.
16. 1 2  Ahmad & Liok 2003, tr. 313.
17. ↑  Trocki 1979, tr. 134, 136, 158, 179.
18. ↑  Royal Asiatic Society of Great Britain and Ireland 1966, tr. 16.
19. 1 2  Ahmad & Liok 2003, tr. 316.
20. ↑  Andaya 1984, tr. 214.
21. ↑  Jackson 1968, tr. 49.
22. ↑  Andaya 1984, tr. 211-212.
23. ↑  Tate 1971, tr. 198.
24. ↑  Ahmad & Liok 2003, tr. 316-317.
25. ↑  Ahmad & Liok 2003, tr. 317-318.
26. ↑  Trocki 2007, tr. 130.
27. ↑  Lim 2002, tr. 79.
28. ↑  Trocki 1979, tr. 90.
29. 1 2  Chia 2008, tr. 7-8.
30. ↑  Trocki 1979, tr. 137.
31. 1 2  Yan 1986, tr. 120.
32. ↑  Ownby & Heidhues 1993, tr. 101.
33. ↑  Corfield & Corfield 2006, tr. 206.
34. 1 2  Havinden & Meredith 1996, tr. 40-1.
35. ↑  Ownby & Heidhues 1993, tr. 99.
36. ↑  Ownby & Heidhues 1993, tr. 116.
37. ↑  Ownby & Heidhues 1993, tr. 90.
38. 1 2  Trocki 2006, tr. 90-1.
39. ↑  Ownby & Heidhues 1993, tr. 102.
40. ↑  Royal Asiatic Society of Great Britain and Ireland 1975, tr. 133.
41. ↑  Andaya 1984, tr. 94.
42. ↑  Trocki 1979, tr. 113.
43. ↑  Royal Asiatic Society of Great Britain and Ireland 1975, tr. 132.
44. ↑  Ownby & Heidhues 1993, tr. 98.
45. ↑  Gerber & Guang 2006, tr. 176.
46. ↑  Gerber & Guang 2006, tr. 173.
47. 1 2  Swets & Zeitlinger 1971, tr. 210.
48. ↑  Tate 1971, tr. 264.
49. ↑  Tregonning 1964, tr. 140.
50. ↑  Sidek 1970, tr. 22.
51. ↑  Andaya 1984, tr. 244.
52. ↑  Blythe 1969, tr. 41.
53. ↑  Pan 1999, tr. 173-4.
54. ↑  Chua 2009.